# Augustaea
Augustaea là một chi nhện trong họ Salticidae.